# Михайлова Гора (Бежецкий район)
Михайлова Гора (карел. Mihailangora) — деревня в Бежецком районе Тверской области. Входит в состав Шишковского сельского поселения.

## География
Находится в восточной части Тверской области на расстоянии приблизительно 12 км по прямой на запад-северо-запад от районного центра города Бежецк к югу от озера Верестово.

## История
Деревня была отмечена еще на карте конца XVIII века. В 1859 году здесь (деревня Бежецкого уезда Тверской губернии) было учтено 98 дворов, в 1978 — 58. До 2015 года входила в Михайловогорское сельское поселение, будучи его административным центром.

## Население
Численность населения: 360 человек (1859 год), 223 (русские 88 %) в 2002 году, 150 в 2010.